# アゼリ (競走馬)
アゼリ (Azeri) とは、アメリカ合衆国生産の競走馬、繁殖牝馬。主な勝ち鞍にブリーダーズカップ・ディスタフ（2002年）、アップルブロッサムハンデキャップ（2002、2003、2004年）、ミラディブリーダーズカップハンデキャップ（2002、2003年）、ヴァニティハンデキャップ（2002、2003年）、サンタマルガリータインビテーショナルハンデキャップ（2002年）、ゴーフォーワンドハンデキャップ（2004年）、スピンスターステークス（2004年）など。
シガーなどの馬主として知られるアラン・ポールソンが自ら生産し、3歳秋の遅いデビューながらも4歳時から6歳時までG1競走を11勝積み重ね、エクリプス賞には2002年の年度代表馬、2002年から2004年の最優秀古牝馬に選出。2010年にはアメリカ競馬殿堂入りを果たした。ポールソンは活躍を見ずに他界したが、ポールソンの「晩年の大傑作」とも呼ばれている。

## 略歴
- 特記事項なき場合、本節の出典はEQIBASE[1]

1998年5月6日、アラン・ポールソンがケンタッキー州ベルサイユに所有する、ブルックサイド・ファームで生まれる。航空チェックポイントからよく馬名を命名していたポールソンは、アゼルバイジャン共和国のバクーにある航空チェックポイントの名称を生まれた仔馬に与えた。1歳となった1999年のキーンランド・セプテンバー1歳馬セールに出品され、ポールソンが11万ドルで買い戻した。翌2000年7月にポールソンは他界し、息子のマイケル・ポールソンが事実上のオーナーとして所有することとなった。
ローラ・デ・セルー厩舎に入るがデビューは遅れ、3歳時の2001年11月にサンタアニタ競馬場でのメイドン競走でデビューし、低評価を覆して2着に6馬身差をつけて1着となる。続くアローワンス競走、4歳初戦のオプショナルクレーミング競走をも勝って3連勝とし、重賞初出走となるG2競走ラカナダステークスはサマーコロニーの2着に終わるが、続くサンタマルガリータインビテーショナルハンデキャップで2000年のブリーダーズカップ・ディスタフ優勝馬スペインを破り、初重賞制覇をG1競走で飾る。ここから連勝が始まり、アップルブロッサムハンデキャップ、ミラディブリーダーズカップハンデキャップ、ヴァニティハンデキャップとG1競走を4連勝し、G2競走クレメント・L・ハーシュハンデキャップとレディーズシークレットハンデキャップも制覇して6連勝で臨んだブリーダーズカップ・ディスタフでも逃げ切って優勝。1983年オールアロング、1986年レディーズシークレット以来のエクリプス賞年度代表馬に選出された。
2003年はアップルブロッサムハンデキャップから始動して連覇を達成し、前年と同じローテーションで勝ち進んでいたが、9月のレディーズシークレットハンデキャップで繰り上がりによる2着に終わったうえ、レース後に屈腱炎を発症して一時は引退が発表された。しかし、マイケル・ポールソンら馬主サイドが幾人かの獣医に意見を求めて現役続行を模索し、回復の見込みがあると判断されたためウェイン・ルーカス厩舎に移籍の上、現役を続行することになった。療養ののち2004年4月のアップルブロッサムハンデキャップで復帰して3連覇を達成。2003年とは違って4歳初戦以来の短距離戦や牡馬との対戦が主となったため、7ハロン戦のヒューマナディスタフハンデキャップは2着、メトロポリタンハンデキャップ8着、オグデンフィップスハンデキャップ4着と勝てない競馬が3戦続いたが、8月のゴーフォーワンドハンデキャップで新しくG1競走タイトルを奪取し、パーソナルエンスンハンデキャップ2着を経て出走のスピンスターステークスでG1競走11勝目を挙げた。その後、牝馬3頭目の出走となったブリーダーズカップクラシックはゴーストザッパーの5着に終わり、12月に引退した。獲得賞金407万9820ドルはゼニヤッタに抜かれるまで北米牝馬新記録であった。

## 競走成績
以下の内容は、EQIBASEの情報および記載法に基づく。
| 出走日     | 競馬場             | 競走名                         | 格 | 距離   | 頭数 | 枠番 (PP) | 馬番 (Pgm) | 着順 | 騎手      | 斤量（lb./kg換算） | タイム  | 着差          | 勝ち馬/（2着）馬      |
| ---------- | ------------------ | ------------------------------ | -- | ------ | ---- | --------- | ---------- | ---- | --------- | ------------------ | ------- | ------------- | --------------------- |
| 2001.11.01 | サンタアニタ       | メイドン                       |    | ダ6f   | 9    | 4         | 4          | 1着  | M. スミス | 120/54.5           | 1:08.82 | 6馬身         | （Southern Oasis）    |
| 0000.12.17 | ハリウッドパーク   | アローワンス                   |    | ダ6.5f | 7    | 2         | 2          | 1着  | M. スミス | 118/53.5           | 1:15.51 | 3馬身         | （Burming Breeze）    |
| 2002.01.12 | サンタアニタ       | オプショナルクレーミング       |    | ダ8f   | 6    | 4         | 4          | 1着  | M. スミス | 117/53             | 1:35.88 | 3馬身         | （Elaine's Angel）    |
| 0000.02.09 | サンタアニタ       | ラカナダS                      | G2 | ダ8.5f | 6    | 4         | 4          | 2着  | M. スミス | 115/52             |         | （1馬身）     | Summer Colony         |
| 0000.03.10 | サンタアニタ       | サンタマルガリータ招待H        | G1 | ダ9f   | 7    | 1         | 2          | 1着  | M. スミス | 115/52             | 1:49.61 | 3馬身         | （Spain）             |
| 0000.04.06 | オークローンパーク | アップルブロッサムH            | G1 | ダ8.5f | 5    | 1         | 1          | 1着  | M. スミス | 117/53             | 1:42.75 | 1馬身3/4      | （Affluent）          |
| 0000.05.25 | ハリウッドパーク   | ミラディブリーダーズカップH    | G1 | ダ8.5f | 6    | 2         | 2          | 1着  | M. スミス | 122/55.5           | 1:42.02 | 3馬身1/2      | （Affluent）          |
| 0000.06.22 | ハリウッドパーク   | ヴァニティH                    | G1 | ダ10f  | 5    | 2         | 2          | 1着  | M. スミス | 125/56.5           | 1:48.88 | 3馬身         | （Affluent）          |
| 0000.08.11 | デルマー           | クレメント・L・ハーシュH       | G2 | ダ8.5f | 5    | 3         | 3          | 1着  | M. スミス | 126/57             | 1:42.66 | 2馬身         | （Angel Gift）        |
| 0000.10.02 | サンタアニタ       | レディーズシークレットH        | G2 | ダ7f   | 7    | 5         | 5          | 1着  | M. スミス | 127/57.5           | 1:41.10 | 3馬身1/2      | （Starrer）           |
| 0000.10.26 | アーリントンパーク | ブリーダーズカップ・ディスタフ | G1 | ダ9f   | 8    | 4         | 4          | 1着  | M. スミス | 123/55.5           | 1:48.64 | 5馬身         | （Farda Amiga）       |
| 2003.04.05 | オークローンパーク | アップルブロッサムH            | G1 | ダ8.5f | 7    | 6         | 6          | 1着  | M. スミス | 123/55.5           | 1:43.00 | アタマ        | （Take Charge Lady）  |
| 0000.05.24 | ハリウッドパーク   | ミラディブリーダーズカップH    | G1 | ダ8.5f | 6    | 4         | 4          | 1着  | M. スミス | 125/56             | 1:41.87 | 3馬身         | （Enjoy）             |
| 0000.06.21 | ハリウッドパーク   | ヴァニティH                    | G1 | ダ9f   | 7    | 6         | 5          | 1着  | M. スミス | 127/57.5           | 1:48.48 | 2馬身         | （Sister Girl Blues） |
| 0000.08.10 | デルマー           | クレメント・L・ハーシュH       | G1 | ダ8.5f | 5    | 1         | 1          | 1着  | M. スミス | 127/57.5           | 1:42.12 | 3馬身1/4      | （Got Koko）          |
| 0000.09.28 | サンタアニタ       | レディーズシークレットH        | G2 | ダ8.5f | 6    | 5         | 5          | 2着  | M. スミス | 128/58             |         | （2馬身1/4）  | Got Koko              |
| 2004.04.03 | オークローンパーク | アップルブロッサムH            | G1 | ダ8.5f | 6    | 1         | 1          | 1着  | M. スミス | 123/55.5           | 1:41.24 | 1馬身1/2      | （Star Parade）       |
| 0000.05.01 | チャーチルダウンズ | ヒューマナディスタフH          | G1 | ダ7f   | 4    | 2         | 2          | 2着  | M. スミス | 125/56             |         | （アタマ）    | Mayo On the Side      |
| 0000.05.31 | ベルモントパーク   | メトロポリタンH                | G1 | ダ8f   | 9    | 3         | 3          | 8着  | P. デイ   | 117/53             |         | （6馬身3/4）  | Pico Central          |
| 0000.06.19 | ベルモントパーク   | オグデンフィップスH            | G1 | ダ8.5f | 4    | 1         | 1          | 4着  | P. デイ   | 123/55.5           |         | （11馬身3/4） | Sightseek             |
| 0000.08.01 | サラトガ           | ゴーフォーワンドH              | G1 | ダ8.5f | 5    | 5         | 6          | 1着  | P. デイ   | 120/54.5           | 1:47.86 | 1馬身3/4      | （Sightseek）         |
| 0000.08.27 | サラトガ           | パーソナルエンスンH            | G1 | ダ10f  | 5    | 2         | 2          | 2着  | P. デイ   | 122/55.5           |         | （1馬身1/4）  | Storm Flag Flying     |
| 0000.10.10 | キーンランド       | スピンスターS                  | G1 | ダ9f   | 7    | 1         | 1          | 1着  | P. デイ   | 123/55.5           | 1:49.74 | 3馬身         | （Tamweel）           |
| 0000.10.30 | ローンスターパーク | ブリーダーズカップ・クラシック | G1 | ダ10f  | 13   | 3         | 3          | 5着  | P. デイ   | 123/55.5           |         | （9馬身3/4）  | Ghostzapper           |

## 引退後
引退後はケンタッキー州に戻り繁殖牝馬となった。アメリカで3頭の出産ののち、2009年11月10日に、ノーザンファームの代表者である吉田勝己によって落札され、以降は日本で繁殖生活を送る。2009年産のワインプリンセス（Wine Princess）が重賞ウイナーとなっている。2013年産のロイカバードは同年のセレクトセールで寺田寿男に2億5200万円で落札され、近似額で落札されたサトノダイヤモンドとの対戦が「5億円対決」として一時話題となり、引退後は種牡馬となったが、間もなく乗馬に転じてノーザンホースパークで繋養されている。
2020年に繁殖牝馬を引退し、リードホースとして引き続きノーザンファームで繋養される。
3連覇を果たしたアップルブロッサムハンデキャップを施行するオークローンパーク競馬場では、重賞オークローンブリーダーズカップハンデキャップを2005年からアゼリブリーダーズカップハンデキャップに改名して施行。2010年にアメリカ競馬殿堂入りを果たした。

### 産駒一覧
|        | 生年   | 馬名             | 性 | 毛色   | 父                 | 馬主                          | 厩舎                           | 戦績       | 主な勝利競走                                                            | 供用            | 出典                 |
| ------ | ------ | ---------------- | -- | ------ | ------------------ | ----------------------------- | ------------------------------ | ---------- | ----------------------------------------------------------------------- | --------------- | -------------------- |
| 初仔   | 2007年 | Take Control     | 牡 | 栗毛   | A.P. Indy          | Kaleem Shah, Inc.             | Bob Baffert                    | 4戦2勝     |                                                                         |                 | [ 9 ] [ 10 ]         |
| 2番仔  | 2008年 | Arienza          | 牝 | 栗毛   | Giant's Causeway   | Lawana L. Low & Robert E. Low | Daniel C. Peitz                | 6戦2勝     |                                                                         |                 | [ 11 ] [ 12 ]        |
| 3番仔  | 2009年 | Wine Princess    | 牝 | 栗毛   | Ghostzapper        | Becky Winemiller              | Steve Margolis                 | 13戦5勝    | 2012年モンマスオークス（G3） 2013年フォールズシティハンデキャップ（G2） |                 | [ 13 ] [ 14 ]        |
| 4番仔  | 2010年 | アメリ           | 牝 | 栗毛   | Distorted Humor    | （有）サンデーレーシング      | 栗東・池江泰寿                 | 24戦3勝    |                                                                         | （繁殖牝馬）    | [ 15 ]               |
| 5番仔  | 2011年 | （アゼリの2011） | 牡 | 栗毛   | ゼンノロブロイ     | 森田謙一                      | 美浦・矢野英一（予定）         | （不出走） |                                                                         |                 | [ 16 ] [ 17 ] [ 18 ] |
| 6番仔  | 2013年 | ロイカバード     | 牡 | 黒鹿毛 | ディープインパクト | 寺田寿男                      | 栗東・松永幹夫                 | 18戦4勝    |                                                                         | （種牡馬→乗馬） | [ 19 ]               |
| 7番仔  | 2014年 | アドマイヤアゼリ | 牡 | 鹿毛   | ディープインパクト | 近藤利一 →近藤旬子            | 栗東・須貝尚介 →栗東・畑端省吾 | 28戦4勝    |                                                                         | （乗馬）        | [ 20 ]               |
| 8番仔  | 2015年 | シルヴァンシャー | 牡 | 鹿毛   | ディープインパクト | （有）サンデーレーシング      | 栗東・池江泰寿                 | 12戦4勝    |                                                                         | （引退）        | [ 21 ]               |
| 9番仔  | 2016年 | ゲンティアナ     | 牡 | 鹿毛   | ディープインパクト | 吉田勝己                      | 栗東・松永幹夫                 | 24戦2勝    |                                                                         | （引退）        | [ 22 ]               |
| 10番仔 | 2017年 | アウサンガテ     | 牡 | 鹿毛   | ディープインパクト | 金子真人ホールディングス      | 栗東・中内田充正               | 24戦1勝    |                                                                         | （引退）        | [ 23 ]               |
| 11番仔 | 2018年 | フレイムタワー   | 牝 | 黒鹿毛 | ハーツクライ       | キャロットファーム            | 美浦・古賀慎明                 | （未出走） |                                                                         | （繁殖牝馬）    | [ 24 ] [ 25 ]        |
| 12番仔 | 2020年 | メイデンタワー   | 牝 | 栗毛   | ドレフォン         | （有）サンデーレーシング      | 美浦・稲垣幸雄                 | 15戦2勝    |                                                                         | （現役競走馬）  |                      |

- 2025年4月25日現在

## 血統表
| アゼリの血統                   | アゼリの血統                   | アゼリの血統                  | （血統表の出典）              | （血統表の出典） |
| 父系                           | ミスタープロスペクター系       | ミスタープロスペクター系      | ミスタープロスペクター系      | [ § 2 ]          |
| 父 *ジェイドハンター 1984 栗毛 | 父の父Mr. Prospector 1970 鹿毛 | Raise a Native                | Native Dancer                 | Native Dancer    |
| 父 *ジェイドハンター 1984 栗毛 | 父の父Mr. Prospector 1970 鹿毛 | Raise a Native                | Raise You                     |                  |
| 父 *ジェイドハンター 1984 栗毛 | 父の父Mr. Prospector 1970 鹿毛 | Gold Digger                   | Nashua                        | Nashua           |
| 父 *ジェイドハンター 1984 栗毛 | 父の父Mr. Prospector 1970 鹿毛 | Gold Digger                   | Sequence                      |                  |
| 父 *ジェイドハンター 1984 栗毛 | 父の母Jadana 1979 鹿毛         | Pharly                        | Lyphard                       | Lyphard          |
| 父 *ジェイドハンター 1984 栗毛 | 父の母Jadana 1979 鹿毛         | Pharly                        | Comely                        |                  |
| 父 *ジェイドハンター 1984 栗毛 | 父の母Jadana 1979 鹿毛         | Janina                        | Match                         | Match            |
| 父 *ジェイドハンター 1984 栗毛 | 父の母Jadana 1979 鹿毛         | Janina                        | Jennifer                      |                  |
| 母 Zodiac Miss 1989 栗毛       | 母の父Ahonoora 1975 栗毛       | Lorenzaccio                   | Klaoron                       | Klaoron          |
| 母 Zodiac Miss 1989 栗毛       | 母の父Ahonoora 1975 栗毛       | Lorenzaccio                   | Phoenissa                     |                  |
| 母 Zodiac Miss 1989 栗毛       | 母の父Ahonoora 1975 栗毛       | Helen Nichos                  | Martial                       | Martial          |
| 母 Zodiac Miss 1989 栗毛       | 母の父Ahonoora 1975 栗毛       | Helen Nichos                  | Quaker Girl                   |                  |
| 母 Zodiac Miss 1989 栗毛       | 母の母Capricornia 1983 鹿毛    | *トライマイベスト             | Northern Dancer               | Northern Dancer  |
| 母 Zodiac Miss 1989 栗毛       | 母の母Capricornia 1983 鹿毛    | *トライマイベスト             | Sex Appeal                    |                  |
| 母 Zodiac Miss 1989 栗毛       | 母の母Capricornia 1983 鹿毛    | Franconia                     | *ラインゴールド               | *ラインゴールド  |
| 母 Zodiac Miss 1989 栗毛       | 母の母Capricornia 1983 鹿毛    | Franconia                     | Miss Glasso                   |                  |
| 母系(F-No.)                    | Miss Glasso系(FN:1-l)          | Miss Glasso系(FN:1-l)         | Miss Glasso系(FN:1-l)         | [ § 3 ]          |
| 5代内の近親交配                | Northern Dancer 5 × 4 = 9.38%  | Northern Dancer 5 × 4 = 9.38% | Northern Dancer 5 × 4 = 9.38% | [ § 4 ]          |
| 出典                           | 1. 2. 3. 4.                    | 1. 2. 3. 4.                   | 1. 2. 3. 4.                   | 1. 2. 3. 4.      |